# Pseudaletia cooperi
Pseudaletia cooperi là một loài bướm đêm trong họ Noctuidae.